# Кавер, Джек
Джек Кавер (англ. John "Jack" Higson Cover; 6 апреля 1920; Нью-Йорк — 7 февраля 2009; Мишн-Вьехо, Калифорния) — американский физик и инженер, изобретатель электрошокового пистолета Taser, который получил широкое распространение в полицейских подразделениях многих стран мира.
Джек Кавер был физиком по образованию, учеником великого Энрико Ферми. Во время Второй мировой войны он был летчиком-испытателем, потом разрабатывал оружие для американских ВВС и ВМС, а также принимал участие в проекте «Аполлон» (космическая программа NASA).
Однако не это обеспечило ему всемирную славу. Он стал первопроходцем в разработках нелетального оружия, создав в 1974 году тазер — оружие, выстреливает парой электродов на несколько метров. Название было заимствовано из приключенческого романа «Том Свифт и его электрическая винтовка» (Thomas A. Swift's Electric Rifle). Главной целью своей работы Кавер считал создание оружия для авиационных маршалов, которые обеспечивают безопасность на борту самолетов, и для полицейских, которые принимают участие в прекращении массовых беспорядков.
В 1980 году электрошоковые пистолеты Taser поступили на вооружение полиции Лос-Анджелеса. На 2009 год, по данным Taser International, их используют в 44 странах мира полицией при подавлении уличных беспорядков и усмирении буйных правонарушителей. Однако известно немало случаев смерти людей, в которых стреляли из тазера, так что споры о том, следует ли считать изобретение Джека Кавера нелетальным оружием, продолжаются.